# Alberto Castelli (arcivescovo)
Alberto Castelli (Siziano, 19 agosto 1907 – Roma, 7 marzo 1971) è stato un arcivescovo cattolico, critico letterario e traduttore italiano.

## Biografia
Nato a Siziano nel 1907, Alberto Castelli proveniva da una famiglia molto religiosa e nello specifico venne fortemente influenzato dalla figura dello zio, il salesiano Luigi Maria Olivares, vescovo di Nepi e Sutri, oggi dichiarato venerabile, che lo condusse sulla via della carriera ecclesiastica e lo fece entrare in seminario, da dove uscì sacerdote il 20 settembre 1930. Per parte paterna era inoltre nipote del vescovo Ettore Castelli.
Dal 1934 al 1953, per quasi un ventennio, fu docente presso l'Università Cattolica di Milano ove si occupò di anglistica, realizzando opere monografiche e traduzioni su autori inglesi e poeti tra il Trecento ed il Seicento. Nel 1938 fu il primo a tradurre in italiano l'Autobiografia di Gilbert Keith Chesterton unitamente ad una revisione critica dei Canterbury Tales di Geoffrey Chaucer del 1946. Nel 1934, inoltre, era divenuto noto per aver tradotto la biografia redatta da Christopher Hollis sulla figura di sir Thomas More, uscita appena qualche mese prima che Pio XI dichiarasse More santo il 19 maggio 1935. Nell'opera il Castelli riportò alla luce anche un poemetto in ottave di Zenobio Ceffino composto nel 1543 che ad oggi è la più antica testimonianza italiana della vicenda di More.
Chiamato presso gli ambienti della curia romana in un primo momento per stare accanto allo zio, il quale era vescovo di Sutri e Nepi, divenne in seguito segretario del cardinale Adeodato Piazza.
Di quest'ultimo porporato, vescovo della sede suburbicaria di Sabina-Poggio Mirteto, venne nominato, da Pio XII, il 28 gennaio 1953, ausiliare, nonché vescovo titolare di Gerico, e consacrato, il successivo 25 marzo, dallo stesso cardinal Piazza, coadiuvato da Norberto Perini, arcivescovo di Fermo, e da Domenico Bernareggi, vescovo titolare di Famagosta ed ausiliare di Milano.
Alla morte del cardinal Piazza, nel 1957, non venne confermato nell'ufficio dal suo successore, il cardinale Marcello Mimmi.
Il 19 gennaio 1961 fu promosso arcivescovo titolare di Rusio, legandosi sempre più alla curia pontificia.
Partecipò a tutte le sessioni del Concilio Ecumenico Vaticano II.
Nel 1966 venne nominato vicepresidente della Pontificio Consiglio dei Laici, carica che lasciò nel 1970 per motivi di salute che andò sempre più aggravandosi e lo portò alla morte a Roma, il 7 marzo 1971.
Alla morte dello zio nel 1943, si distinse come uno dei principali promotori della causa di riconoscimento della personalità pia e devota che l'Olivares era stato in vita e, in segno di devozione, donò la stola che lo zio vescovo gli aveva lasciato in occasione del suo venticinquesimo anno di episcopato, al Santuario di Corbetta. Tale stola è oggi conservata nel museo del Santuario locale.

## Genealogia episcopale
La genealogia episcopale è:
- Cardinale Scipione Rebiba
- Cardinale Giulio Antonio Santori
- Cardinale Girolamo Bernerio, O.P.
- Arcivescovo Galeazzo Sanvitale
- Cardinale Ludovico Ludovisi
- Cardinale Luigi Caetani
- Cardinale Ulderico Carpegna
- Cardinale Paluzzo Paluzzi Altieri degli Albertoni
- Papa Benedetto XIII
- Papa Benedetto XIV
- Cardinale Enrico Enriquez
- Arcivescovo Manuel Quintano Bonifaz
- Cardinale Buenaventura Córdoba Espinosa de la Cerda
- Cardinale Giuseppe Maria Doria Pamphilj
- Papa Pio VIII
- Papa Pio IX
- Cardinale Alessandro Franchi
- Cardinale Giovanni Simeoni
- Cardinale Antonio Agliardi
- Cardinale Basilio Pompilj
- Cardinale Adeodato Piazza, O.C.D.
- Arcivescovo Alberto Castelli